# Medaille ter Herinnering aan het Diamanten Huwelijk van het Groothertogelijke Paar
De Medaille ter Herinnering aan het Diamanten Huwelijk van het Groothertogelijke Paar (Duits: Medaille zur Erinnerung an die Diamantene Hochzeit des Großherzöglichen Paares) was een onderscheiding van het groothertogdom Mecklenburg-Strelitz. De medaille werd in 1903 door de regerende groothertog Frederik Willem van Mecklenburg-Strelitz ingesteld ter gelegenheid van het feest waarmee de voor die tijd uitzonderlijk lange echtvereniging van Friedrich Wilhelm en prinses Augusta van Groot-Brittannië en Ierland werd gevierd. Zij waren 60 jaar getrouwd.
Er waren drie medailles die in het zeer standsbewuste Duitsland van die tijd in drie uitvoeringen werden geslagen. In 1893 waren er van de Medaille ter Herinnering aan het Gouden Huwelijk vijf verschillende medailles geweest.
- De Gouden Medaille, in werkelijkheid van verguld zilver
- De Zilveren Medaille
- De Bronzen Medaille

De medailles hebben een diameter van 28 millimeter en wegen respectievelijk 13, 12 en 11 gram.
De voorzijde van de medailles was gelijk aan de herinneringsmedaille uit 1893. De keerzijde werd door de firma Loos Nachfolger l. Ostermann voor de gelegenheid opnieuw ontworpen. Boven het verstrengelde en gekroonde groothertogelijk monogram "FWA" staat de datum 28 JUNI 1843 - 1903. De medailles werden in de Berlijnse Munt geslagen en de juweliers "Hof-Goldsmied" Msssrs. Behmens Nachvolger E. Hille in Neustrelitz was leverancier. De signatuur "G.LOOS.D" is op de voorzijde onder de hals van het groothertogelijk paar aangebracht.
Men droeg de medailles aan een twee vingers breed hemelsblauw zijden lint met brede geel-rode bies op de linkerborst. Peter Ohm-Hieronymussen meldt dat de medailles aan een strik of "schleife" werden gedragen.
Frederik Willem stond bekend als de zuinigste en meest conservatieve van alle Duitse vorsten. Door zijn spaarzaamheid werd hij, terwijl hij zijn regering met enorme schulden was begonnen, een van de rijkste Duitse bondsvorsten. Op de dag van het diamanten huwelijk kregen alle 100 000 inwoners van Mecklenburg-Strelitz 25 pfennig uit de staatskas.